# Baranya vármegyei labdarúgó-bajnokság (negyedosztály)
A Baranya vármegyei negyedosztály a megyében zajló bajnokságok negyedik osztálya, országos szinten hetedosztálynak felel meg, a bajnokságot a megyei szövetség írja ki. A bajnok feljut a Baranya vármegye III-ba, kieső pedig nincs. Érdekesség, hogy Báta KSE, bár nem Baranya vármegyében található, a csapatot mégis a baranyai bajnokságokba sorolták be, így kevesebbet kell utazniuk, mintha Bács-Kiskunban versenyeznének.

## Csapatok 2018/2019
2018/2019-ben az alábbi csapatok szerepelnek a bajnokságban:
| Csapat                           | Település         |
| -------------------------------- | ----------------- |
| Abaliget SE                      | Abaliget          |
| Baksai SE                        | Baksa             |
| Báta KSE                         | Báta              |
| Gyód Mecsekvölgye SK             | Gyód              |
| Hetvehelyi KSE                   | Hetvehely         |
| Lippói KSE                       | Lippó             |
| Majsi Táncsics SE                | Majs              |
| Nagydobsza-Kisdobsza-Istvándi SE | Nagydobsza        |
| Patapoklosi SE                   | Patapoklosi       |
| Szabadszentkirály SE             | Szabadszentkirály |
| Szentegát SE                     | Szentegát         |
| Szentlászló SE                   | Szentlászló       |

## Eddig bajnokok
- 2013-14: Hímesháza KSE (A csoport)
- 2012-13: Töttösi SE (A csoport), Szentlőrinci SE II. (B csoport)
- 2011-12: Pécsbánya SE (Kresz Sándor-csoport), Csertői FC (Szöllősi-csoport), Vókány SE (Pazaurek-csoport)
- 2010-11: Székelyszabar SE (Pazaurek-csoport), Felsőszentmárton (Szöllősi-csoport)
- 2009-10: Pogány-Print Copy (Pazaurek-csoport), Királyegyháza SE (Szöllősi-csoport)
- 2008-09: Nagyárpádi SK (Pazaurek-csoport), Csertői SE (Szöllősi-csoport)
- 2007-08: Szalánta SE (Mohácsi-csoport), Lakócsa KSE (Szigetvári-csoport)
- 2006-07: Görcsönydoboka SC (Pazaurek-csoport), Mágocs SE (Szigetvári-csoport)
- 2005-06: Olaszi SE (Mohácsi-csoport), Kővágószőlősi SE (Pécsi-csoport), Nagypeterd (Szigetvári-csoport)
- 2004-05: Himesháza KSE (Mohácsi-csoport), Magyarhertelend SE (Pécsi-csoport), Merenye (Szigetvári-csoport)
- 2003-04: Bári SE (Mohácsi-csoport), Vókány SE (Pécsi-csoport), Somogyhatvan (Szigetvári-csoport)
- 2002-03: Dunaszekcső SE (Mohácsi-csoport), Pécsvárad SK II. (Pécsi-csoport), Almamellék SE ( Szigetvári-csoport)
- 2001-02: Székelyszabar SE (Mohácsi-csoport), Villány TC (Pécsi-csoport), Szentlászló SE (Szigetvári-csoport)
- 2000-01: Görcsönydoboka SC (Pazaurek-csoport), Orfű KSE (Pécsi-csoport), Endrőc KSE (Szigetvári-csoport)

## Külső hivatkozások
- A Baranya Megyei Labdarúgó Szövetség hivatalos honlapja
- www.magyarfutball.hu - A magyar labdarúgás adatbázisa